# Superplastifiant
Un superplastifiant ou haut réducteur d’eau est un adjuvant pour matériaux cimentaires tels que les coulis, les mortiers et les bétons. Il est utilisé pour diminuer la quantité d’eau qu’ils contiennent à l’état frais et ainsi augmenter leur résistance mécanique à l’état durci. Ces adjuvants interviennent par la réduction du rapport E/C (eau/ciment). Les superplastifiants sont ajoutés aux matériaux cimentaires à des ratios entre 0,8 et 3 % de la masse de ciment utilisé.
Les superplastifiants ont un mode d'action similaire à celui des plastifiants mais ils s'exercent avec une intensité bien plus importante.

## Composition
Les superplastifiants sont des polymères hydrosolubles. À l'heure actuelle, cinq familles de superplastifiants sont utilisées dans les bétons et se résument comme suit :
- les sels sulfonés de polycondensés de naphtalène et de formaldéhyde, couramment appelés les polynaphtalènes sulfonates (PNS) ou encore les superplastifiants à base de naphtalène ;
- les sels sulfonés de polycondensés de mélamine et de formaldéhyde, couramment appelés les polymélamines sulfonates (PMS) ou encore les superplastifiants à base de mélamine ;
- les lignosulfonates d’ammonium, de calcium et de de sodium ayant de très faibles teneurs en sucre ;
- les polyacrylates ;
- les éthers polycarboxyliques (PCE) modifiés qui représentent actuellement la classe la plus avancée et la plus performante des superplastifiants.

Les recherches de nouveaux superplastifiants par l'industrie chimique évoluent continuellement et de nouvelles macromolécules de synthèse, taillée sur mesure pour l'industrie cimentaire et encore inédites, sont attendues sur le marché dans les années à venir.

## Mécanismes d'action
L’eau joue deux rôles dans les matériaux cimentaires : réactif et véhicule. Pour améliorer les performances mécaniques de ces matériaux, il faut réduire l’eau jouant le rôle de véhicule car son évaporation laisse des pores remplis d'air qui s'écraseront quand un certain seuil de pression aura été dépassé (diminution de la résistance à la compression). Une plus grande porosité augmente aussi les différents processus de transport (diffusion et advection) de l'eau, des gaz (CO2 et O2) et des espèces chimiques dissoutes (solutés indésirables comme Cl– et SO42–) au sein du béton, ce qui favorise sa carbonatation, accélère la corrosion des armatures d'acier (abaissement du pH, piqûre par les ions chlorures) et facilite les entrées d'eau toujours néfastes et les réactions de gonflement délétères pour le béton (réaction alcali-granulat, attaques sulfatiques interne et externe). 
Les superplastifiants augmentent la fluidité des matériaux cimentaires à l’état frais, ce qui permet de diminuer la proportion d’eau (rapport eau/ciment) et ainsi d'améliorer considérablement la résistance mécanique et la durabilité du béton. En s’adsorbant à la surface (phénomène de sorption) des particules de ciment ou en les enrobant (effets stériques), les superplastifiants augmentent les forces de répulsions électrostatiques ou stériques entre elles ce qui diminue les contacts entre les particules et favorise l'écoulement du matériau à l'état frais.

## Effets sur le béton frais
Les superplastifiants augmentent la maniabilité (ouvrabilité) du béton frais, ce qui facilite sa mise en place.
Les superplastifiants peuvent ralentir le temps d’hydratation du ciment.

## Effets sur le béton durci
Les superplastifiants augmentent la résistance mécanique et la durabilité du béton durci et réduisent sa perméabilité.

## Utilisations
Les superplastifiants sont utilisés pour fabriquer du béton prêt à l’emploi, du béton à hautes et très hautes performances, du béton autoplaçant, du béton pompé, du béton précontraint. Ces bétons sont utilisés pour fabriquer, par exemple, des radiers ou des fondations profondes.